# Alcatel One Touch Scribe X
De Alcatel One Touch Scribe X is een phablet van de Franse fabrikant Alcatel-Lucent. Het toestel wordt geleverd met een onbewerkte versie van Googles Android-versie 4.1. De phablet werd in 2013 uitgebracht en was beschikbaar in acht verschillende kleuren.
De Scribe X heeft een schermdiagonaal van 5 inch (12,7 cm) en behoort daarmee tot de phablets, een categorie gelegen tussen de smartphones en de tablets. Het aanraakscherm heeft een HD-resolutie van 1080 px en een pixeldichtheid van 441 ppi. De Scribe X draait op een quadcore-processor van 1,4 GHz met een werkgeheugen van 1 GB. Aan de achterkant van de phablet bevindt zich een 12 megapixelcamera en aan de voorkant een camera om mee te kunnen videobellen.

## Gerelateerd
- Alcatel One Touch Scribe HD
- HTC J Butterfly
- ZTE Grand S